# Anamnesi (filosofia)
L'anamnesi és la paraula utilitzada per Plató per a referir-se a la capacitat que té l'ànima de recordar l'essència que aquesta perd en entrar a un nou cos. Aquest fenomen es presenta amb l'ús de la maièutica. Per a Plató és una de les vies de coneixement, diferent de la de l'amor eròtic i la dialèctica.
Segons l'anamnesi, no s'aprèn res de nou, sinó que es recorda el que l'ànima ja sabia (per haver estat en contacte amb la idea corresponent abans d'encarnar-se en un cos) a partir del contacte amb el món exterior. Es justifica per la impossibilitat de derivar un coneixement perfecte d'un ésser imperfecte com és l'ésser humà: el coneixement no pot provenir, doncs, d'un món on regna l'aparença. També dona raó d'aquells conceptes que provenen de la intuïció.
L'ànima reconeix en les formes sensibles (els cossos i éssers terrenals) les formes pures que imiten: les idees que són al mateix temps essència i origen d'aquells cossos. Llavors recorda el coneixement que havia adquirit sobre les idees al món intel·ligible.
El concepte apareix per primer cop al Menó (diàleg) i és reprès en altres obres platòniques, sempre lligat al coneixement intel·lectual, l'únic veritable.